# Katowickie Przedsiębiorstwo Budownictwa Przemysłowego Budus
Katowickie Przedsiębiorstwo Budownictwa Przemysłowego Budus Spółka Akcyjna – spółka publiczna notowana na rynku NewConnect. Spółka działała na rynku budowlanym realizując projekty jako generalny wykonawca lub generalny realizator. W roku 2012 została ogłoszona jej upadłość likwidacyjna.

## Kalendarium
- 1951 rok powstanie Katowickiego Przemysłowego Zjednoczenia Budowlanego z siedzibą w Katowicach.
- 1992 rok przekształcenie w jednoosobową spółkę Skarbu Państwa pod nazwą Katowickie Przedsiębiorstwo Budownictwa Przemysłowego Budus SA (firma została skomercjalizowana).
- 1995 rok akcje spółki zostały wniesione do Narodowych Funduszy Inwestycyjnych.
- 2010 rok Budus miał 3,93 mln zł zysku netto
- 24 czerwca 2011 roku spółka zadebiutowała na rynku alternatywnym NewConnect z ceną 32 zł[1].
- 28 września 2012 spółka złożyła wniosek o upadłość układową[2][3],
- 29 października 2012 spółka zawnioskowała o zmianę trybu upadłości na likwidacyjną
- 4 grudnia 2012 Sąd Rejonowy w Katowicach ogłosił upadłość likwidacyjną spółki[4]
- 19 czerwca 2013 akcje spółki zostały wykluczone z obrotu na rynku NewConnect[5]

## Przykładowe realizacje
Niektóre obiekty: 
- Spodek
- Wojewódzki Park Kultury i Wypoczynku
- Stadion Śląski
- Wojewódzka Komenda Policji na ul. Lompy w Katowicach

## Akcjonariat
Stan na 1.10.2012
- Aleksander Ćwik 51,69%
- KPM Agata SA 17,31%
- Anna Frasunek 12,86%

## Odznaczenia i wyróżnienia
- Złota odznaka „Zasłużony dla Budownictwa” dla Zbiorowości (2011)[7]